# Warujinggo
Warujinggo is een bestuurslaag in het regentschap Probolinggo van de provincie Oost-Java, Indonesië. Warujinggo telt 2468 inwoners (volkstelling 2010).